# Henrya goldmani
Henrya goldmani är en snäckart som först beskrevs av Bartsch 1947.  Henrya goldmani ingår i släktet Henrya och familjen Ebalidae. Inga underarter finns listade i Catalogue of Life.